# Gisenburg
Die Gisenburg, früher auch Gysenburg genannt, ist eine abgegangene Höhenburganlage auf 349 m ü. NN im Klosterwald an der Südseite des Münstertals beim Ortsteil Ettenheimmünster der Stadt Ettenheim im Ortenaukreis in Baden-Württemberg.
Die Gisenburg ist, wie auch die Burg Heidenkeller, vermutlich der Überrest einer vorchristlichen keltischen Fliehburg und weist auf die frühe Besiedelung des Münstertals hin. Das Hauptareal umfasste eine Fläche von etwa 190 mal 40 Metern.
Erstmals wird die Gisenburg in den Annalen des Klosters Ettenheimmünster genannt, wo ein Mann namens „Gisiko“, vermutlich ein alemannischer Adliger, beschrieben wird, der den irischen Mönch Landolin († um 640) umgebracht haben soll. 
Vermutlich wurden die Steine der Burg, deren heutiger Burgstall nur noch Geländespuren wie zwei Wälle je mit Halsgraben im Süden und eine den Bergsporn umlaufende Terrasse im Norden zeigt, für den Klosterbau verwendet.